# Capixaba
Capixaba, amtlich Município de Capixaba, ist eine Kleinstadt im Südosten des brasilianischen Bundesstaates Acre.
Die Gemeinde hatte nach der Volkszählung 2022 10.392 Einwohner, die Capixabenser genannt werden. Die Einwohnerzahl wurde nach der Schätzung des IBGE von 2024 auf 10.922 Bewohner berechnet. Die Fläche beträgt 1.701,974 km² (2017), die Bevölkerungsdichte 6,1 Personen pro km². Die Entfernung zur nördlich gelegenen Hauptstadt Rio Branco beträgt 77 km.
Der Ort entstand aus ehemaligen Kautschukbaumpflanzungen, darunter die Seringal Gavião, von der er den ersten Namen als Vila Gavião erhielt. Nach dem Bau einer Schule und einer Kirche siedelten sich dort ehemalige Gummizapfer an. Stadtstatus als município erhielt der Ort zum 1. Januar 1993.
Eine Gebietsreform von 1997 bestätigte ihn als Sitz des gleichnamigen Distrikts.
Angrenzende Städte sind Xapuri und Senador Guiomard. Capixaba ist Grenzstadt zu Bolivien.
Mit den Orten Acrelândia, Bujari, Plácido de Castro, Porto Acre, Rio Branco und Senador Guimard bildete Capixabe bis 2017 die
Mikroregion Rio Branco, diese wiederum bildete mit den Mikroregionen Brasileia und Sena Madureira die Mesoregion Vale do Acre.
Stadtpräfekt war nach der Kommunalwahl 2016 für die Amtszeit 2017 bis 2020 José Augusto Gomes da Cunha (Zé Augusto) von der Fortschrittspartei (PP), der seinen Vorgänger Otavio Guimaraes Varêda von der Kommunistischen Partei Brasiliens (PCdoB) ablöste. Bei der Kommunalwahl in Brasilien 2020 wurde für die Amtszeit 2021 bis 2024 Manoel Maia von den Democratas mit 44,55 % oder 2627 der gültigen Stimmen gewählt.